# Джерард Валк
Джерард (Герард) Валк  (нід. Gerard Valk; *1650-†1726) — голландський картограф, гравер та видавець.

## Карти України

Карта України, опублікована Герардом Валком і Петером Шенком старшим 1690 року

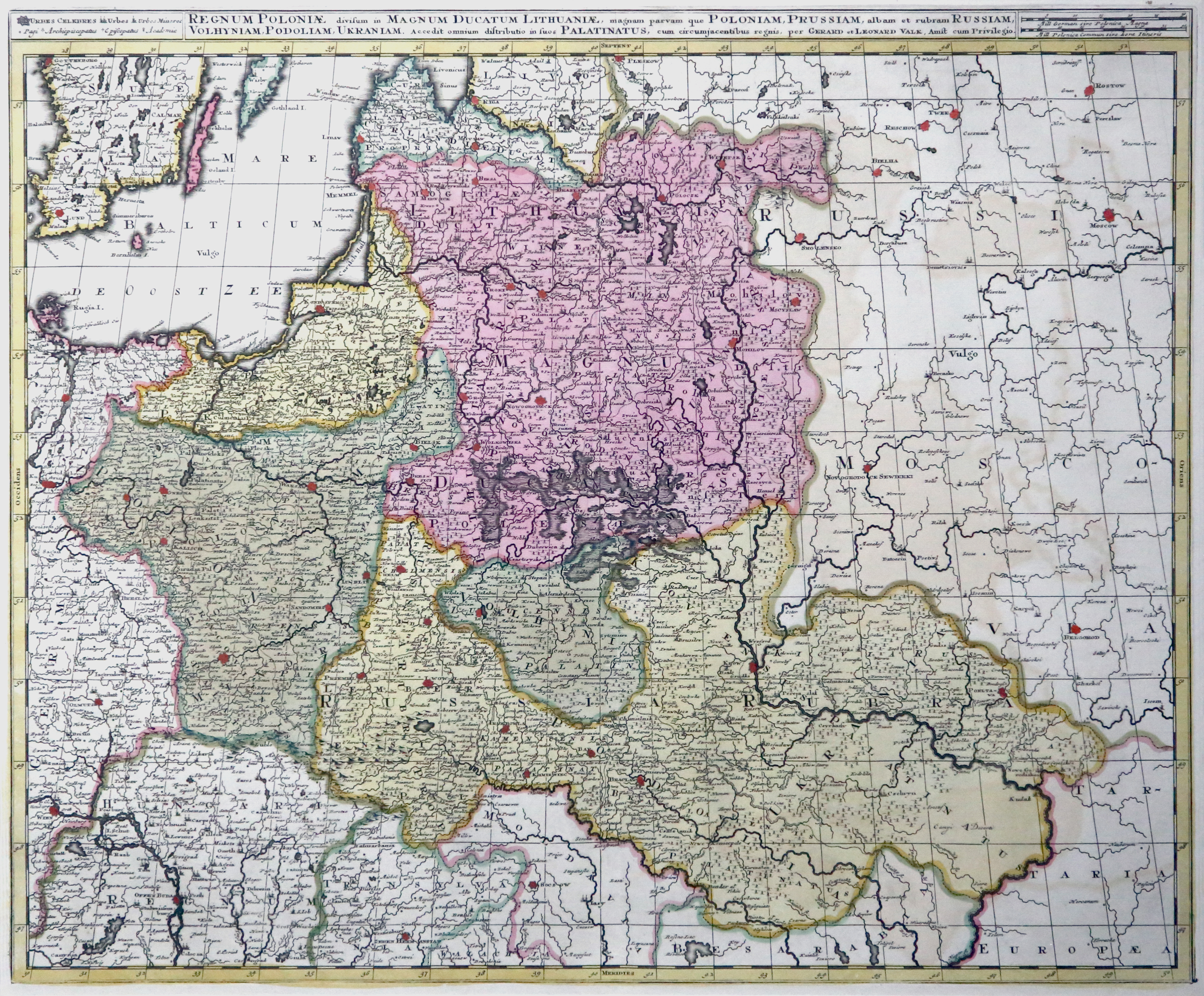
Карта "Польське королівство, розподілене на Велике князівство Литовське та більшу частину - Польщу, Пруссію, Білу й Червону Русь, Волинь, Поділля, Україну, видана Джерардом та Леонардом Валком у 1710 році

1710 р. Джерард (Герард) Валк та Леонард Валк опублікували карту «Regnum Poloniӕ Divisum in Magnum Ducatum Lithuaniæ Magnum Parvam que Poloniam, Prussiam, albam et rubram Russiam, Volhyniam, Podoliam, Ukraniam…per Gerard et Leonard Valk. Amst. cum Privilegio». Україна на карті зображена як незалежна держава (окремим кольором і кордонами). Напис Russia Rubra (Червона Русь) проведений через всю українську етнічну територію й зображений великими літерами як Московія, Тартарія та інші держави. Цей напис міститься два рази на карті (Західна Україна теж позначена як Russia Rubra). Напис UKRANIA (Україна) охоплює все Лівобережжя і частину Правобережжя (в районі р. Дніпро перетинається з написом Russia Rubra). З українських історико-географічних земель ще зображено Поділля (Podolia) та Волинь (Volhynia)..